# کارلوس فونداکارو
کارلوس فونداکارو (انگلیسی: Carlos Fondacaro؛ زادهٔ ۲۱ مهٔ ۱۹۸۷) بازیکن فوتبال اهل آرژانتین است.
از باشگاه‌هایی که در آن بازی کرده‌است می‌توان به باشگاه فوتبال یارو، باشگاه فوتبال اتلتیکو تیگره، و باشگاه فوتبال بوکا جونیورز اشاره کرد.